# Grattacielo di Rimini
Il grattacielo di Rimini è l'unico grattacielo della città romagnola di Rimini.

## Storia
I primi scavi per la realizzazione delle sue fondamenta ebbero inizio nell'ottobre 1957, mentre i lavori di costruzione della struttura (su progetto dell'ingegnere istriano Raoul Puhali) terminarono nel 1959. Nel 1960 furono completati gli allestimenti degli appartamenti agli ultimi piani.

## Descrizione
Si trova nelle vicinanze della stazione ferroviaria e a circa 300 metri dalla spiaggia, in una posizione di collegamento tra il centro storico e il mare. Ha un'altezza di circa 101,50 m e dispone di 28 piani fuori terra (abitabili dal primo al ventisettesimo), che includono 180 appartamenti ed uffici, serviti da 6 ascensori rapidi in grado di raggiungere l'ultimo piano in 50 secondi e da un montacarichi di servizio, su di un podio destinato a svariati esercizi commerciali. Questo avancorpo ospitò negli anni settanta, al primo piano, la scuola media statale n. 4 di Rimini. Dispone inoltre di portineria 24h, telecamere di sicurezza e un'autorimessa da circa 70 posti auto al piano interrato.

## Nei media
Nel 2017 il regista Marco Bertozzi ha presentato il film-documentario intitolato "Cinema Grattacielo" dopo 10 anni di riprese, interamente girate all'interno dello stabile e interpretate da alcuni abitanti del grattacielo di Rimini.